# Michaela Karásek-Čejková
Michaela Karásek-Čejková (* 1989) je česká fotografka se sídlem v Praze, specializující se na módní, reklamní a portrétní fotografii. Narodila se v roce 1989 v Ostravě, kde vystudovala Střední uměleckou školu a následně ve studiu fotografie pokračovala na pražské FAMU. Michaela Karásek Čejková spolupracuje s českými designery a Life-stylovými časopisy (Dolce Vita, Elle Decoration, Harper's Bazaar). Je rovněž autorkou knižních ilustrací a vizuálů..Pro její rukopis je typická práce s klasickou koláží. V roce 2019 získala ocenění Czech Grand Design. V roce 2020 vydala spolu s Lucií Králíkovou knihu Svátosti, mapující české tradice. Její práce byla vystavována v galeriích a na výstavách po celém světě.